# Batalha de Hsimucheng

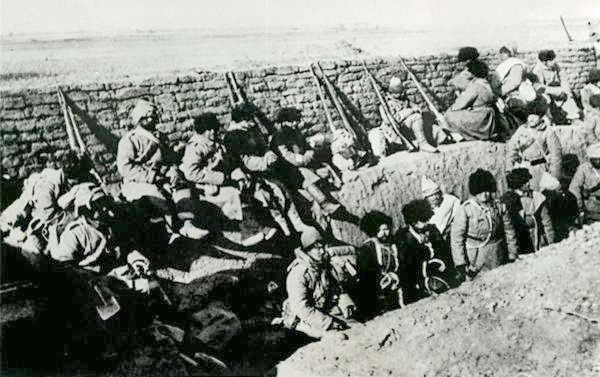
Guerra Russo-Japonesa

A Batalha de Hsimucheng (japonês :析木城の戦い, romanizado: Sekijō-no-tatakai; russo: Бой у Симучена) foi um confronto terrestre menor da Guerra Russo-Japonesa. Foi travada em 31 de julho de 1904 perto de Hsimucheng, um vilarejo na atual cidade de Ximu (析木镇) a cerca de 20 quilômetros (12 milhas) a sudeste do entroncamento estratégico da cidade de Haicheng, na estrada principal que liga Haicheng com a costa entre os elementos do Exército Imperial Japonês e Exército Imperial Russo.

## Antecedentes
As 5ª e 10ª Divisões japonesas sob o comando do 4º Exército do General Nozu Michitsura, bem como um destacamento do 2º Exército avançavam para o norte em direção a Liaoyang. Este avanço foi combatido pelo Segundo Corpo do Exército Imperial Russo da Sibéria sob o comando do tenente-general Mikhail Zasulich, apoiado por unidades de cavalaria sob o comando do tenente-general Pavel Mishchenko.

## Prelúdio
Após sua derrota na Batalha de Tashihchiao, o 2º Corpo Siberiano sob o comando do General Zasulich recuou para a vila de Hsimungcheng. O general Zasulich tinha um total de 33 batalhões e 80 peças de artilharia, mas estava em posição exposta em terreno montanhoso.
As duas forças colidiram às 02:00 de 31 de julho de 1904, com a 10ª Divisão japonesa e uma brigada de reserva fazendo um ataque frontal direto às posições russas, e a 5ª Divisão japonesa flanqueando à esquerda para ameaçar a linha de retirada russa.

## Descrição da batalha
As forças russas resistiram tenazmente durante o dia e noite adentro contra forças superiores. A 5ª Divisão japonesa uniu forças com um destacamento da 3ª Divisão do 2º Exército enviado pelo General Oku Yasukata para ajudar, e os japoneses ficaram assim em posição de cercar a força russa. Às 23h00 de 31 de julho de 1904, o general Zasulich exerceu sua ordem permanente do general Alexei Kuropatkin para se retirar para Haicheng, e as forças japonesas foram capazes de se unir para o próximo avanço para o norte em direção a Liaoyang.

## Resultado
A Batalha de Hsimucheng custou às forças russas 1 217 baixas e às forças japonesas 836.